# Johan Nilsson i Skottlandshus
Johan Nilsson (i riksdagen kallad Nilsson i Skottlandshus, senare Nilsson i Kristianstad ), född 21 augusti 1873 i Färlövs församling, Kristianstads län, död 15 mars 1963 i Kristianstads Heliga Trefaldighets församling, var en svensk lantbrukare, ämbetsman och politiker (höger). Han var riksdagsledamot (första kammaren) 1909–1955, talman i första kammaren 1937–1955, landshövding i Kristianstads län 1923–1938, partiordförande i Första kammarens nationella parti 1923. Nilsson kallades "Skottlandshus" i riksdagen efter en av sina arrendegårdar med samma namn. Han arrenderade även Karsholms slott.
Nilsson i Skottlandshus gjorde sig känd som driftig kommunalman och var landstingsman 1906–1923. I riksdagen var han ordinarie ledamot av statsutskottet 1915–1924 och var vid 1925 års riksdag ledamot av bevillningsutskottet. Han var ledamot av spannmåls-monopolutskottet vid urtima riksdagen 1919, av särskilda utskottet för försvarsfrågan vid riksdagen 1924, samt blev 1938 hedersledamot i Lantbruksakademien.
Nilsson är efter Rickard Sandler den person som suttit allra längst i Sveriges riksdag, totalt 46 år.

## Utmärkelser
- Riddare och Kommendör av Kungl. Maj:ts Orden, 6 juni 1940.[4]
- Konung Gustaf V:s jubileumsminnestecken med anledning av 90-årsdagen, 1948.[2]
- Konung Gustaf V:s jubileumsminnestecken med anledning av 70-årsdagen, 1928.[2]
- Kommendör med stora korset av Nordstjärneorden, 16 juni 1933.[5]
- Kommendör av första klassen av Nordstjärneorden, 6 juni 1926.[6]
- Riddare av Nordstjärneorden, 1920.[7]
- Kommendör av första klass av Vasaorden, 16 juni 1928.[8]
- Riddare av Carl XIII:s orden, 24 november 1928.[9]